# Неппово
Неппово (рос. Неппово) — селище у Кінгісеппському районі Ленінградської області Російської Федерації.
Населення становить 253 особи. Належить до муніципального утворення Котельське сільське поселення.

## Історія
Згідно із законом від 28 жовтня 2004 року № 81-оз належить до муніципального утворення Котельське сільське поселення.

## Населення
| 2007 | 2010 | 2017 |
| ---- | ---- | ---- |
| 82   | ↗275 | ↘253 |